# Sandro Malmquist
Karl Oscar Gunnar Malmquist, känd som Sandro Malmquist, född 5 september 1901 i Zürich, död 17 februari 1992 i Johannes församling, Stockholm, var en svensk regissör, teaterchef och teaterdekoratör.

## Karriär
Malmquist gick Lorensbergsteaterns elevskola 1920–1923 och var regiassistent till Per Lindberg och dekoratör där till 1926. Han studerade hos Max Reinhardt i Berlin 1924–1925 och hos Louis Jouvet i Paris 1927–1928. 1926–1927 var han chefsdekoratör på Oscarsteatern och 1927–1928 var han scenograf för Per Lindbergs pjäser på Dramaten.
Han grundade och drev tre konstnärliga experimentscener i Stockholm: De ungas teater 1928–1929, Den glada åsnans teater 1930–1931 och Nya teatern 1936–1940. Han var regissör och scenograf vid Gösta Ekman-scenerna 1931, vid Göteborgs stadsteater 1934–1935, hos Karl Gerhard 1940–1941, och var sedan regissör vid Riksteatern 1939–1943 och 1947–1970, med ett avbrott som chef för Malmö stadsteater 1944–1947.
Malmquist gjorde även gästspel i de nordiska länderna och var gästregissör vid Habima i Tel Aviv (1950–1970), och hade egna turnéer såväl i Sverige som i utlandet. Han regisserade dessutom en kortfilm, Något stort sker (1943).
Sandro Malmqvist är representerad bland annat vid Scenkonstmuseet.

## Privatliv
Malmquist var son till konstnärerna Gustaf Malmquist och Kaja Widegren. Han var gift första gången 1931–1948 med författaren Eva Malmquist (1905–1985), född Lagerström, och andra gången 1949 med skådespelaren Inge Wærn (1918–2010). Tillsammans med Inge Wærn fick han dottern Sandra Malmquist (född 1948), skådespelare med ett femtiotal uppsättningar för Riksteatern. Han är begravd på Värmskogs kyrkogård.

## Teater

### Regi (ej komplett)
| År   | Produktion                                                                    | Upphovsmän                                                        | Teater                                                |
| ---- | ----------------------------------------------------------------------------- | ----------------------------------------------------------------- | ----------------------------------------------------- |
| 1929 | Passagerare byta tåg                                                          | Oscar Rydqvist                                                    | Sandro Malmquist-turnén                               |
| 1931 | Nunnornas barn                                                                | Gregorio Martínez Sierra                                          | Konserthusteatern                                     |
| 1932 | Min syster och jag                                                            | Ralph Benatzky                                                    | Konserthusteatern regi tillsammans med Axel Witzansky |
| 1934 | Leka med elden                                                                | August Strindberg                                                 | Oscarsteatern                                         |
| 1934 | Det framtvingade giftermålet Le Mariage forcé                                 | Moliére                                                           | Oscarsteatern                                         |
| 1935 | Karusellen snurrar                                                            | J.B. Priestley                                                    | Göteborgs stadsteater                                 |
| 1936 | Cirkus Sanger The Constant Nymph                                              | Margaret Kennedy och Basil Dean                                   | Nya Teatern                                           |
| 1936 | Venusspelet L'Ennemie                                                         | André-Paul Antoine Översättning Anders Hallin                     | Nya Teatern                                           |
| 1936 | Bichon                                                                        | Jean de Létraz Översättning Eva Lagerström                        | Nya Teatern                                           |
| 1936 | Senapskornet                                                                  | Ebbe Linde                                                        | Nya Teatern                                           |
| 1936 | Natten är här                                                                 | Eyvind Johnson                                                    | Nya Teatern                                           |
| 1936 | Mjölnarprinsen Skyddsängeln                                                   | Zacharias Topelius                                                | Nya Teatern                                           |
| 1937 | En saga för vintern The Winter's Tale                                         | William Shakespeare Översättning Carl August Hagberg              | Nya Teatern                                           |
| 1937 | Petrus den lycklige Pétrus                                                    | Marcel Achard Översättning Anders Hallin                          | Nya Teatern                                           |
| 1937 | Medelålders dam reser hem All Rights Reserved                                 | Norman C. Hunter Översättning Anders Hallin                       | Nya Teatern                                           |
| 1937 | Martine                                                                       | Jean Jacques Bernard Översättning Edvard Alkman                   | Nya Teatern                                           |
| 1937 | Min frihet Ma liberté                                                         | Denys Amiel Översättning Margit Lindberg                          | Nya Teatern                                           |
| 1937 | Regnrocken Don Juans Regenmantel                                              | Gregor Schmitt Översättning Anders Hallin                         | Nya Teatern                                           |
| 1937 | Kvinnan är en djävul Une Femme est un diable ou la Tentation de saint Antoine | Prosper Mérimée Översättning Kaja Widegren                        | Nya Teatern                                           |
| 1937 | Holländarn                                                                    | August Strindberg                                                 | Nya Teatern                                           |
| 1938 | Vi gentlemän This Was a Man                                                   | Noël Coward Översättning Eva Lagerström                           | Nya Teatern                                           |
| 1938 | Stenen vill falla                                                             | Lars-Levi Læstadius                                               | Nya Teatern                                           |
| 1938 | Liliom                                                                        | Ferenc Molnár Översättning Gustaf Linden                          | Nya Teatern                                           |
| 1938 | En minnesdag                                                                  | Louis de Geer                                                     | Nya Teatern                                           |
| 1938 | Tartuffe Tartuffe, ou l'Imposteur                                             | Molière Översättning Tor Hedberg                                  | Nya Teatern                                           |
| 1938 | Virveln The Vortex                                                            | Noël Coward Översättning Eva Lagerström                           | Nya Teatern                                           |
| 1938 | Lyckan kommer, revy                                                           | Alf Henrikson                                                     | Nya Teatern                                           |
| 1939 | Du är min Tomorrow and Tomorrow                                               | Philip Barry Översättning Göran Granberg                          | Nya Teatern                                           |
| 1939 | Segraren Sejren                                                               | Kaj Munk                                                          | Nya Teatern                                           |
| 1939 | Den ljusnande tid, revy                                                       | Alf Henrikson                                                     | Nya Teatern                                           |
| 1939 | Vi tjuvar Fric-Frac                                                           | Édouard Bourdet Översättning Anders Hallin                        | Nya Teatern                                           |
| 1939 | Venusspelet L'Ennemie                                                         | André-Paul Antoine Översättning Eva Lagerström                    | Nya Teatern                                           |
| 1939 | Gamla glada tider: en Emil-Norlander-visans revy                              | Sandro Malmquist                                                  | Nya Teatern                                           |
| 1939 | Johan Ulfstjerna                                                              | Tor Hedberg                                                       | Nya Teatern                                           |
| 1940 | Vi gentlemän This Was a Man                                                   | Noël Coward                                                       | Nya Teatern                                           |
| 1940 | Zic-Zac Don Juans Regenmantel                                                 | Gregor Schmitt Översättning Anders Hallin                         | Nya Teatern                                           |
| 1940 | Det kommer en vår, revy                                                       | Jokern och Åke Balltorp                                           | Folkan                                                |
| 1940 | Gullregn, revy                                                                | Karl Gerhard                                                      | Folkan                                                |
| 1940 | Så tuktas en argbigga The taming of the shrew                                 | William Shakespeare Översättning Carl August Hagberg              | Oscarsteatern                                         |
| 1941 | Kokottskolan L'ecole des cocottes                                             | Paul Armont och Marcel Gerbidon                                   | Folkan                                                |
| 1941 | Allt i gala, revy                                                             | Karl Gerhard                                                      | Folkan                                                |
| 1942 | Kvinnan väntar                                                                | Artur Lundkvist                                                   | Folkan regi tillsammans med Anna Norrie               |
| 1944 | En midsommarnattsdröm                                                         | William Shakespeare                                               | Malmö stadsteater                                     |
| 1945 | Leka med elden                                                                | August Strindberg                                                 | Malmö stadsteater                                     |
| 1945 | Cyrano de Bergerac                                                            | Edmond Rostand Översättning Harald Molander                       | Malmö Stadsteater                                     |
| 1945 | Vi äro ga-skåningar alla/Lysistrate                                           | Karl Gerhard och Aristofanes                                      | Malmö stadsteater                                     |
| 1945 | Markurells i Wadköping                                                        | Hjalmar Bergman                                                   | Malmö stadsteater                                     |
| 1946 | Sankta Johanna Saint Joan of Arc                                              | George Bernard Shaw Översättning Ebba Low                         | Malmö stadsteater                                     |
| 1946 | Tolvskillingsoperan Die Dreigroschen Oper                                     | Bertolt Brecht och Kurt Weill Översättning Curt Berg              | Malmö stadsteater                                     |
| 1947 | Cyrano de Bergerac                                                            | Edmond Rostand                                                    | Oscarsteatern                                         |
| 1948 | Susanne Meine Nichte Susanne                                                  | Hans Adler och Alexander Steinbrecher Översättning Gunnar Rydgren | Norrköping-Linköping stadsteater                      |
| 1950 | Så tuktas en argbigga The Taming of the Shrew                                 | William Shakespeare                                               | Skansens friluftsteater                               |
| 1952 | Trettondagsafton Twelfth Night                                                | William Shakespeare                                               | Skansens friluftsteater                               |
| 1953 | Änglavakt La Cuisine des anges                                                | Albert Husson                                                     | Riksteatern                                           |
| 1953 | Hans nåds testamente                                                          | Hjalmar Bergman                                                   | Skansens friluftsteater                               |
| 1954 | Rövarna på Hunneberg                                                          | Rune Lindström                                                    | Skansens friluftsteater                               |
| 1954 | Thehuset Augustimånen                                                         | John Patrick                                                      | Riksteatern                                           |
| 1955 | Markurells i Wadköping                                                        | Hjalmar Bergman                                                   | Skansens friluftsteater                               |
| 1956 | Topaze                                                                        | Marcel Pagnol                                                     | Riksteatern                                           |
| 1956 | Katt på hett plåttak                                                          | Tennessee Williams                                                | Riksteatern                                           |
| 1956 | Thehuset Augustimånen The Teahouse of the August Moon                         | John Patrick                                                      | Skansens friluftsteater                               |
| 1956 | Anne Franks dagbok The Diary of Anne Frank                                    | Frances Goodrich och Albert Hackett                               | Riksteatern                                           |
| 1957 | Johan Ulfstjerna                                                              | Tor Hedberg                                                       | Riksteatern                                           |
| 1957 | Dunungen                                                                      | Selma Lagerlöf                                                    | Skansens friluftsteater                               |
| 1957 | Vår lilla stad Our Town                                                       | Thornton Wilder                                                   | Riksteatern                                           |
| 1958 | Järnvattnet i Madrid El acero de Madrid                                       | Lope de Vega                                                      | Riksteatern                                           |
| 1958 | Du stolte krigare Home is the Hero                                            | Walter Macken                                                     | Riksteatern                                           |
| 1958 | En midsommarnattsdröm A Midsummer Night's Dream                               | William Shakespeare                                               | Skansens friluftsteater                               |
| 1958 | Körsbärsträdgården Вишнёвый сад, Visjnjovyj sad                               | Anton Tjechov Översättning Astrid Baecklund och Herbert Grevenius | Riksteatern                                           |
| 1959 | Mäster Olof                                                                   | August Strindberg                                                 | Riksteatern                                           |
| 1959 | En midsommarnattsdröm A Midsummer Night's Dream                               | William Shakespeare                                               | Skansens friluftsteater                               |
| 1959 | En vintersaga The Winter's Tale                                               | William Shakespeare Översättning Karl August Hagberg              | Malmö stadsteater                                     |
| 1960 | Så tuktas en argbigga The Taming of the Shrew                                 | William Shakespeare                                               | Riksteatern                                           |
| 1960 | En midsommarnattsdröm A Midsummer Night's Dream                               | William Shakespeare                                               | Riksteatern                                           |
| 1961 | Så tuktas en argbigga The Taming of the Shrew                                 | William Shakespeare                                               | Riksteatern                                           |
| 1961 | Bättre sent än aldrig It’s never too late                                     | Felicity Douglas                                                  | Riksteatern                                           |
| 1961 | Mäster Olof                                                                   | August Strindberg                                                 | Malmö stadsteater                                     |
| 1961 | Den inbillningssjuke Le Malade imaginaire                                     | Molière                                                           | Riksteatern                                           |
| 1962 | Hjälten                                                                       | Alfred Werner                                                     | Uppsala stadsteater                                   |
| 1963 | Lysistrate Λυσιστράτη, Lysistrátē                                             | Aristofanes Översättning Hjalmar Gullberg och Ivar Harrie         | Riksteatern                                           |
| 1964 | Kära lögnare Dear Delinquent                                                  | Jerome Kilty                                                      | Riksteatern                                           |
| 1965 | Victor eller den lille avslöjaren Victor ou les Enfants au pouvoir            | Roger Vitrac Översättning Lennart Lagerwall                       | Malmö stadsteater                                     |

### Scenografi
| År   | Produktion                                                                    | Upphovsmän                                                  | Regi               | Teater                  | Noter                                           |
| ---- | ----------------------------------------------------------------------------- | ----------------------------------------------------------- | ------------------ | ----------------------- | ----------------------------------------------- |
| 1926 | Vad varje kvinna vet What Every Woman Knows                                   | J. M. Barrie Översättning Edvard Alkman                     | Pauline Brunius    | Oscarsteatern           |                                                 |
| 1926 | Svenska Sprätthöken                                                           | Carl Gyllenborg                                             | Rune Carlsten      | Oscarsteatern           |                                                 |
| 1926 | Sanningens pärla                                                              | Zacharias Topelius                                          | Rune Carlsten      | Oscarsteatern           |                                                 |
| 1926 | Lycko-Pers resa                                                               | August Strindberg                                           | Rune Carlsten      | Oscarsteatern           |                                                 |
| 1927 | Hennes sista bedrift The last of Mrs Cheyney                                  | Frederick Lonsdale Översättning Carlo Keil-Möller           | Pauline Brunius    | Oscarsteatern           |                                                 |
| 1927 | Pecks äventyr                                                                 | Kaja Widegren                                               | Rune Carlsten      | Oscarsteatern           |                                                 |
| 1927 | Bättre folk The Best People                                                   | Avery Hopwood och David Gray Översättning Carlo Keil-Möller | Pauline Brunius    | Oscarsteatern           |                                                 |
| 1928 | Diktatorn                                                                     | Jules Romains                                               | Per Lindberg       | Dramaten                |                                                 |
| 1928 | Hokus-Pokus                                                                   | Curt Goetz                                                  | Gösta Ekman        | Oscarsteatern           |                                                 |
| 1929 | Den oemotståndlige                                                            | Jean Sarment                                                | Olof Molander      | Dramaten                |                                                 |
| 1929 | Passagerare byta tåg                                                          | Oscar Rydqvist                                              | Sandro Malmquist   | Sandro Malmquist-turnén | Scenografi                                      |
| 1931 | Hans nåds testamente                                                          | Hjalmar Bergman                                             | Per Lindberg       | Vasateatern             |                                                 |
| 1931 | Skomakarkaptenen i Köpenick                                                   | Carl Zuckmayer                                              | Per Lindberg       | Vasateatern             |                                                 |
| 1932 | Tidens ansikten, en femtonöresopera, revy                                     | Karl Gerhard                                                | Karl Gerhard       | Vasateatern             |                                                 |
| 1933 | Spillror                                                                      | Dicte Sjögren                                               | Harry Roeck-Hansen | Blancheteatern          | Scenografi                                      |
| 1935 | Karusellen snurrar                                                            | J.B. Priestley                                              | Sandro Malmquist   | Göteborgs stadsteater   |                                                 |
| 1937 | En saga för vintern The Winter's Tale                                         | William Shakespeare Översättning Carl August Hagberg        | Sandro Malmquist   | Nya Teatern             |                                                 |
| 1937 | Petrus den lycklige Pétrus                                                    | Marcel Achard Översättning Anders Hallin                    | Sandro Malmquist   | Nya Teatern             |                                                 |
| 1937 | Martine                                                                       | Jean Jacques Bernard Översättning Edvard Alkman             | Sandro Malmquist   | Nya Teatern             |                                                 |
| 1937 | Min frihet Ma liberté                                                         | Denys Amiel Översättning Margit Lindberg                    | Sandro Malmquist   | Nya Teatern             |                                                 |
| 1937 | Kvinnan är en djävul Une Femme est un diable ou la Tentation de saint Antoine | Prosper Mérimée Översättning Kaja Widegren                  | Sandro Malmquist   | Nya Teatern             |                                                 |
| 1937 | Holländarn                                                                    | August Strindberg                                           | Sandro Malmquist   | Nya Teatern             |                                                 |
| 1938 | Vi gentlemän This Was a Man                                                   | Noël Coward Översättning Eva Lagerström                     | Sandro Malmquist   | Nya Teatern             |                                                 |
| 1938 | Liliom                                                                        | Ferenc Molnár Översättning Gustaf Linden                    | Sandro Malmquist   | Nya Teatern             |                                                 |
| 1938 | Lyckan kommer, revy                                                           | Alf Henrikson                                               | Sandro Malmquist   | Nya Teatern             |                                                 |
| 1939 | Den ljusnande tid, revy                                                       | Alf Henrikson                                               | Sandro Malmquist   | Nya Teatern             |                                                 |
| 1940 | Vi gentlemän This Was a Man                                                   | Noël Coward                                                 | Sandro Malmquist   | Nya Teatern             |                                                 |
| 1941 | Allt i gala, revy                                                             | Karl Gerhard                                                | Sandro Malmquist   | Folkan                  | Scenografi                                      |
| 1944 | En midsommarnattsdröm                                                         | William Shakespeare                                         | Sandro Malmquist   | Malmö stadsteater       | Kostym Scenografi tillsammans med Martin Ahlbom |
| 1950 | Så tuktas en argbigga The Taming of the Shrew                                 | William Shakespeare                                         | Sandro Malmquist   | Skansens friluftsteater | Scenografi                                      |
| 1952 | Trettondagsafton Twelfth Night                                                | William Shakespeare                                         | Sandro Malmquist   | Skansens friluftsteater | Scenografi                                      |
| 1953 | Änglavakt La Cuisine des anges                                                | Albert Husson                                               | Sandro Malmquist   | Riksteatern             | Scenografi                                      |
| 1953 | Hans nåds testamente                                                          | Hjalmar Bergman                                             | Sandro Malmquist   | Skansens friluftsteater | Scenografi                                      |
| 1954 | Rövarna på Hunneberg                                                          | Rune Lindström                                              | Sandro Malmquist   | Skansens friluftsteater | Scenografi                                      |
| 1955 | Markurells i Wadköping                                                        | Hjalmar Bergman                                             | Sandro Malmquist   | Skansens friluftsteater | Scenografi                                      |
| 1956 | Thehuset Augustimånen The Teahouse of the August Moon                         | John Patrick                                                | Sandro Malmquist   | Skansens friluftsteater | Scenografi                                      |
| 1956 | Anne Franks dagbok The Diary of Anne Frank                                    | Frances Goodrich och Albert Hackett                         | Sandro Malmquist   | Riksteatern             | Scenografi                                      |
| 1957 | Johan Ulfstjerna                                                              | Tor Hedberg                                                 | Sandro Malmquist   | Riksteatern             |                                                 |
| 1957 | Dunungen                                                                      | Selma Lagerlöf                                              | Sandro Malmquist   | Skansens friluftsteater | Scenografi                                      |
| 1957 | Vår lilla stad Our Town                                                       | Thornton Wilder                                             | Sandro Malmquist   | Riksteatern             | Scenografi                                      |
| 1958 | En midsommarnattsdröm A Midsummer Night's Dream                               | William Shakespeare                                         | Sandro Malmquist   | Skansens friluftsteater | Scenografi                                      |
| 1959 | En midsommarnattsdröm A Midsummer Night's Dream                               | William Shakespeare                                         | Sandro Malmquist   | Skansens friluftsteater | Scenografi                                      |
| 1959 | En vintersaga The Winter's Tale                                               | William Shakespeare Översättning Karl August Hagberg        | Sandro Malmquist   | Malmö stadsteater       | Scenografi och kostym                           |
| 1960 | En midsommarnattsdröm A Midsummer Night's Dream                               | William Shakespeare                                         | Sandro Malmquist   | Riksteatern             | Scenografi                                      |
| 1961 | Mäster Olof                                                                   | August Strindberg                                           | Sandro Malmquist   | Malmö stadsteater       | Scenografi och kostym                           |
| 1961 | Bättre sent än aldrig It’s never too late                                     | Felicity Douglas                                            | Sandro Malmquist   | Riksteatern             | Scenografi                                      |
| 1961 | Den inbillningssjuke Le Malade imaginaire                                     | Molière                                                     | Sandro Malmquist   | Riksteatern             | Scenografi                                      |
| 1962 | Hjälten                                                                       | Alfred Werner                                               | Sandro Malmquist   | Uppsala stadsteater     | Scenografi och kostym                           |
| 1964 | Kära lögnare Dear Delinquent                                                  | Jerome Kilty                                                | Sandro Malmquist   | Riksteatern             | Scenografi                                      |
| 1965 | Victor eller den lille avslöjaren Victor ou les Enfants au pouvoir            | Roger Vitrac Översättning Lennart Lagerwall                 | Sandro Malmquist   | Malmö stadsteater       | Scenografi och kostym                           |